# Ómer (Israel)
Ómer (en hebreo: עומר) es una población situada en la parte septentrional del desierto del Néguev, a 4 km de Beerseba. Pertenece al Distrito Meridional de Israel. El nombre proviene, simbólicamente, de la denominación bíblica para la gavilla de la primera cosecha de la primavera (Levítico 23,11).
Ya en 1949 se probó sin éxito fundar un asentamiento en la zona de Ómer. La localidad actual fue refundada en 1961. A partir de los años setenta, Ómer llegó a ser uno de los lugares más atractivos del Néguev, y en 1975 obtuvo el estatus de concejo local. Profesores, médicos, autónomos, industriales, etc. se establecieron allí, y actualmente Ómer es el tercer municipio más rico de Israel. La mayoría de los profesores e investigadores de la Universidad Ben Gurión del Néguev residen en la población de Ómer.
En Ómer hay muchas casas unifamiliares. La localidad proyecta una imagen muy limpia y bien cuidada, que contrasta con las pequeñas aldeas vecinas habitadas por ciudadanos árabes beduinos, y que son unos de los asentamientos más pobres del país.
El término municipal de Ómer es adyacente al de Beerseba, de la cual es una ciudad satélite. Al sur hay la población beduina de Tel Sheva y hacia el norte hay un polígono industrial construido por el industrial Stef Wertheimer. En el polígono hay numerosas empresas de tecnologías de la información, y es uno de los negocios más prósperos y exitosos de Israel.
Ómer fue la población modelo para las otras localidades próximas de la región, como por ejemplo Lehavim y Meitar, que se han desarrollado muy rápidamente, y han logrado un nivel de desarrollo económico muy grande.